# Martin Hámor
Martin Hámor, född 9 mars 1943, död 11 september 2023, är en tjeckisk bågskytt. Han deltog vid olympiska sommarspelen 1992.